# Део сна
„Део сна“ је први студијски албум групе Стил, сниман и миксован у Београдском студију у пролеће 2016. године. Исте године албум је објавила издавачка кућа PGP-RTS. Композитор песама је Рајко Босиочић, а текстова Бранислав Лазић и Саша Омеровић. Клавијатуре је, одсвирао Никола Плавшић а бас гитаре Петар Ђукић.
ПГП РТС је 2016. године објавио издање овог албума.

## Списак песама
1. „Део сна“ – 3:31
2. „Где је љубав наша“ – 4:06
3. „Нека се зна“ – 3:19
4. „Признајем“ – 4:07
5. „Само ти“ – 3:30
6. „Знај“ – 3:58
7. „Спаси ме“ – 3:04
8. „Ако нам је суђено“ – 4:34
9. „Ноћни вукови“ – 3:20